# Andy Irving
Andrew „Andy“ Irving (* 13. Mai 2000 in Edinburgh) ist ein schottischer Fußballspieler, der in Österreich als Leihspieler von West Ham United beim SK Austria Klagenfurt unter Vertrag steht.

## Karriere

### Verein
Andy Irving wurde in der schottischen Hauptstadt Edinburgh geboren. Seine Karriere begann er in der Jugend von Heart of Midlothian, die im Stadtteil Gorgie beheimatet sind. Vor seinem Debüt in der Profimannschaft der Hearts wurde Irving von Juli 2017 bis Januar 2018 an die Berwick Rangers in die Scottish League Two verliehen. Für die Rangers absolvierte er 18 Spiele und erzielte zwei Tore. Nachdem die Leihe abgelaufen war, kehrte er zu den Hearts zurück. Am 24. Januar 2018 gab Irving sein Debüt bei den Hearts in einem Pflichtspiel, als er im Auswärtsspiel in der Scottish Premiership bei Hamilton Academical in der Startelf stand. Im weiteren Saisonverlauf kam er zu drei weiteren Einsätzen.
Im Sommer 2021 wechselte Irving in die deutsche 3. Liga zu Türkgücü München. Für die Münchner kam er zu 23 Drittligaeinsätzen, ehe der Verein im März 2022 insolvent war und den Spielbetrieb einstellen musste. Daraufhin wechselte er zur Saison 2022/23 dann zum österreichischen Bundesligisten SK Austria Klagenfurt, bei dem er einen bis Juni 2025 laufenden Vertrag erhielt. Bei der Austria kam er in der Saison 2022/23 zu 31 Einsätzen in der Bundesliga und erzielte dabei fünf Tore.
Im August 2023 wurde er vom englischen Team West Ham United verpflichtet, allerdings direkt wieder zurück nach Klagenfurt verliehen. Bis zum Ende der Leihe kam er zu 23 weiteren Einsätzen für Klagenfurt, in denen er sechsmal traf.

### Nationalmannschaft
Im Jahr 2017 absolvierte Irving ein Länderspiel für die Schottische U-17 gegen Japan. Im Jahr 2018 absolvierte er zwei Spiele in der U19 und 2020 ein Spiel in der U21.